# Miguel Ángel Sánchez Muñoz
Miguel Ángel Sánchez Muñoz (Madrid, 30 d'octubre de 1975), més conegut com a Míchel, és un exfutbolista madrileny, que jugava com a migcampista, i posteriorment entrenador de futbol. Actualment dirigeix el Girona FC a Primera divisió.

## Trajectòria

### Com a jugador
Format al planter del Rayo Vallecano, debuta a la temporada 93/94, en la qual amb prou feines juga 19 minuts a la Primera Divisió. Durant els anys següents combina les actuacions entre el primer equip i el filial rayista, mentre a la 96/97 és cedit a la UD Almeria. De nou a Vallecas, la temporada 97/98 es consolida a l'equip. Aquell any, amb els madrilenys a Segona, juga 18 partits i marca 4 gols.
La temporada 98/99, el Rayo aconsegueix l'ascens a Primera, i Míchel hi contribueix amb 6 gols en 28 partits. De nou a la màxima categoria, el madrileny destaca en un Rayo que passa pel millor moment de la seua història, fins al punt de debutar en competicions europees. La 00/01 és la seua temporada més reeixida, marcant 10 gols.
Però, a la temporada 2002/03 el Rayo retorna a la categoria d'argent i Míchel deixa el club. Recala al Real Múrcia, amb el qual també baixa a Segona Divisió. En total, ha jugat 135 partits a Primera amb els rayistes.
A partir d'ací comença el declivi del migcampista. En el Múrcia no compta i és cedit al Màlaga CF, amb el qual retorna a Primera, però només apareix en nou partits. De nou a Múrcia, la 05/06, hi juga 95 minuts tan sols en eixa temporada.
El 2006 torna al Rayo Vallecano per a jugar a Segona Divisió, sent el capità de l'equip.
El juliol de 2012, decideix retirar-se del futbol en actiu després de vint temporades com a professional, quinze d'elles al Rayo Vallecano, equip en el qual va disputar l'última campanya, la del retorn a Primera, i per al qual passà a treballar al planter.

### Com a entrenador
A la temporada 2016-2017 comença entrenant el Juvenil A del Rayo Vallecano a Divisió d'Honor.
El 21 de febrer del 2017, després de la destitució de Rubén Baraja al capdavant del primer equip, l'exjugador de l'entitat rayista es converteix en el tercer entrenador de la temporada per fer-se càrrec d'una plantilla que està a només un punt del descens a Segona B. Després d'aconseguir la permanència, la temporada següent dona la sorpresa i aconsegueix ascendir el Rayo Vallecano a Primera Divisió. Míchel aconsegueix el primer títol oficial i professional de la història del club en obtenir el campionat de Segona Divisió la temporada 2017 -2018. Tot i això, el 18 de març de 2019, amb l'equip ocupant llocs de descens, el club anuncia la seva destitució.
L'1 de juny de 2019, la SD Huesca de Segona Divisió oficialitza el seu fitxatge, i Míchel aconsegueix ascendir el club a Primera Divisió. El 12 de gener de 2021, és destituït del seu càrrec a causa d'una mala ratxa de resultats.
El 9 de juliol de 2021, es fa oficial el seu fitxatge pel Girona FC de Segona Divisió, signant per una temporada amb opció a una més. Malgrat un inici negatiu, el conjunt gironí acaba competint per les primeres posicions de la classificació. El 19 de maig de 2022, el club renova el seu contracte per dos anys més, abans de finalitzar la Lliga en 6a posició, classificant-se per a la promoció d'ascens. El 19 de juny de 2022, l'equip català derrota el CD Tenerife a la final del Playoff i assoleix l'ascens del club a Primera Divisió.
El 31 de maig de 2023, el Girona anuncia la renovació del seu contracte fins al 2026. El 27 de setembre del 2023, el conjunt gironí se situa líder de primera divisió per primera vegada a la seva història. El 4 de maig de 2024, el Girona aconsegueix, matemàticament i a quatre jornades per al final del campionat, la plaça matemàtica definitiva per a jugar la Lliga de Campions de la UEFA per primera vegada a la seva història, en derrotar el FC Barcelona per 4-2 a Montilivi.
El 12 de desembre de 2024 va rebre el premi Pompeu Fabra, guardó concedit per la Generalitat de Catalunya amb l'objectiu de reconèixer la tasca de persones i institucions en la projecció social de la llengua catalana en diferents àmbits, per la seva incorporació a la comunitat lingüística catalana.

## Palmarès com a entrenador
- Segona Divisió (2)
  - Rayo Vallecano, temporada 2017-18[21]
  - SD Huesca, temporada 2019-20[22]